# Chromacris colorata
Chromacris colorata är en insektsart som först beskrevs av Jean Guillaume Audinet Serville 1838.  Chromacris colorata ingår i släktet Chromacris och familjen Romaleidae. Inga underarter finns listade i Catalogue of Life.